# John Morales Tricoche
Juan Morales Tricoche, detto John (New York, 24 febbraio 1939), è un ex cestista portoricano.

## Carriera
Con Porto Rico ha disputato i Campionati mondiali del 1959 e i Giochi olimpici di Roma 1960.